# Élections provinciales mozambicaines de 2019
Les élections provinciales mozambicaines de 2019 ont lieu le 15 octobre 2019 au Mozambique. Une élection présidentielle et des élections législatives ont lieu le même jour.
Pour la première fois, les gouverneurs sont élus au scrutin direct en même temps que les assemblées provinciales. Ils étaient jusque là nommés par le gouvernement central.